# 石龙镇 (阆中市)
石龙镇，是中华人民共和国四川省南充市阆中市曾经下辖的一个镇。2019年10月，撤销河溪镇和石龙镇，设立河溪街道，以原河溪镇和原石龙镇所属行政区域为河溪街道的行政区域。

## 行政区划
石龙镇撤销前下辖以下地区：
石龙社区、磨合村、石城村、龙狮村、时新村、黑石村、洪龙村和慈云村。